# Dragonriders of Pern
Călăreții Dragonilor din Pern (din engleză Dragonriders of Pern)  sau Seria Pern este o serie de povestiri științifico-fantastice scrise în primul rând de Anne McCaffrey. Începând cu 2003, fiul ei, Todd McCaffrey, a scris romane în seria Pern, atât singur cât și împreună cu Anne. În iulie 2012, seria cuprinde 23 de romane și mai multe povestiri scurte, dintre care majoritatea au fost adunate în două volume. Există o neînțelegere între experți dacă să clasifice seria ca literatură de fantezie sau științifico-fantastică sau dacă sunt scrieri pentru copii, tineri sau adulți.

## Pern

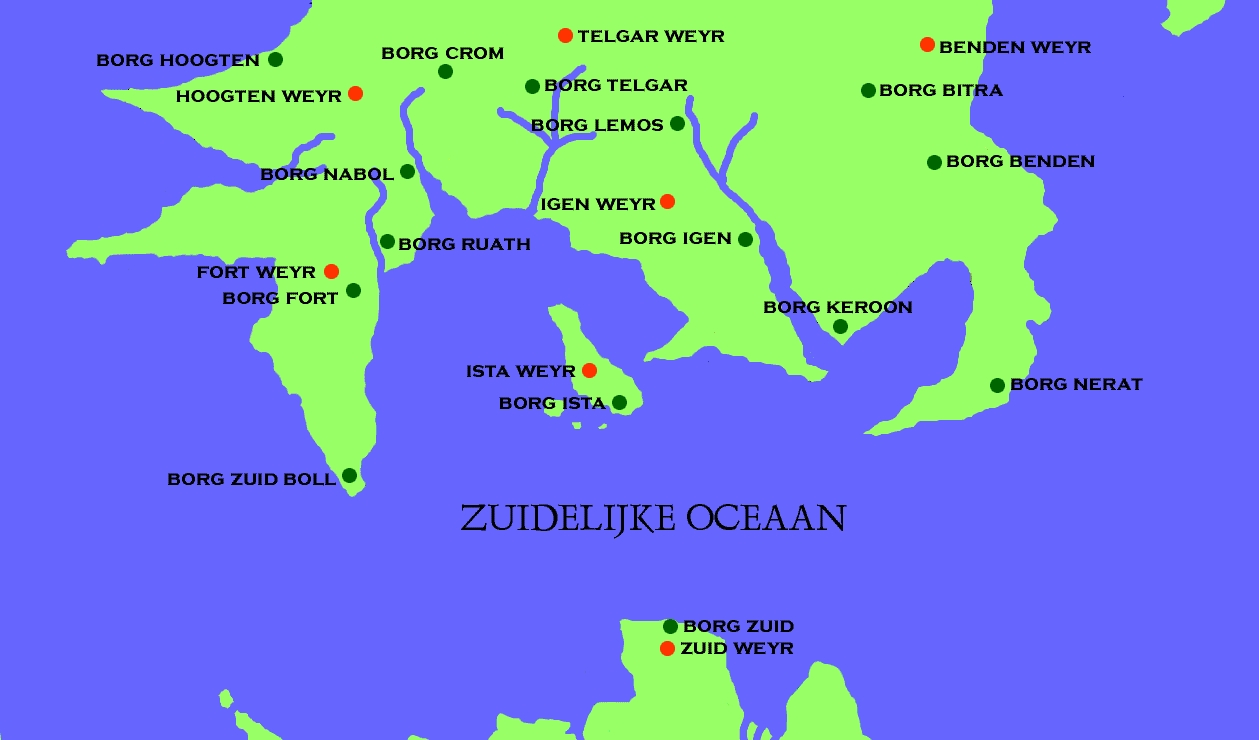
Continentul nordic de pe planeta Pern

Pern este o planetă fictivă  care se rotește în jurul stelei Rukbat.
Planeta a fost explorată și curățată pentru colonizare de către o echipă de explorare și evaluare (EEC) cu două sute de ani înainte ca să înceapă colonizarea efectivă. Acest aspect este în conformitate cu temele lui McCaffrey privind explorarea spațiului și colonizarea acestuia pentru a scăpa de Vechiului Pământ poluat și supraaglomerat, idee folosită de autoare în mai multe serii.
Echipa EEC a petrecut zece zile pentru a evaluara planeta. Ei au înregistrat informații geografice, geologice, botanice, zoologice și ecologice dintr-o varietate de locații, dintre care unele sunt recunoscute ca zone de interes în unele povești ale seriei. Un membru al echipei EEC, Shavva bint Faroud, a considerat că planeta este atât de frumoasă încât s-a decis să lupte ca să rămână un obiectiv al expediției. (Într-o povestire clasică a lui McCaffrey se arată că Shavva este un strămoș al lui Avril Bitra, astronavigatorul coloniei de pe Pern.) În ciuda frumuseței planetei, echipa EEC a fost nedumerită din cauza unui tipar aleatoriu repetat de cercuri de murdărie, pe care membrii echipei le-au observat pe tot globul. În cele din urmă, ei au etichetat planeta cu acronimul: Pământ paralel, Resurse neglijabile (adică Insuficiente pentru a sprijini investițiile comerciale interstelare). Pământ paralel, Resurse neglijabile în engleză este: Parallel Earth, Resources Negligible, de aici denumirea PERN a planetei.

## Listă de cărți
Această listă este aranjată în ordine publicării scrierilor:
Sunt 23 de romane în seria Dragonriders of Pern și două colecții de povestiri până în iunie 2011. 

### Trilogia originală
Mai târziu au fost colectate într-o ediție antologică. Aceste povestiri au loc înainte și în timpul Pasului Nouă, aproximativ la 2500 de ani după aterizare (AL). 
- Dragonflight 1968, de Anne McCaffrey (1968; formată în parte din primele două nuvele ale lui McCaffrey din seria Pern: Weyr Search și Dragonrider, prima oară publicate în 1967)
- Dragonquest 1970, de Anne McCaffrey.
- The White Dragon 1978, de Anne McCaffrey (1978; deși publicată înainte de Dragondrums, The White Dragon continuă aventurile anumitor personaje din Dragondrums; McCaffrey recomandă citirea Dragonsong, Dragonsinger și Dragondrums înainte de The White Dragon; The White Dragon cuprinde povestea "A Time When" scrisă de McCaffrey)

### Trilogia Harper Hall
Mai târziu, adunate într-o ediție antologică. Aceste povești au loc imediat înainte și concomitent cu cele descrise în Dragonquest și The White Dragon.
- Dragonsong (1976), de Anne McCaffrey
- Dragonsinger (1977), de Anne McCaffrey
- Dragondrums (1979), de Anne McCaffrey

### Alte romane și antologii
- Moreta: Dragonlady of Pern, de Anne McCaffrey (1983; romanul acesta și Nerilka's Story au acțiunea stabilită la sfârșitul Pasului Șase, cu secole înainte de evenimentele din Dragonflight)
- Nerilka's Story, de Anne McCaffrey (1986)
- Dragonsdawn, de Anne McCaffrey (1988; prima în ordine cronologică, descrie colonizarea planetei Pern, subiectul Primei Prăbușiri, crearea dragonilor și mutarea coloniștilor înspre nord.)
- "The Impression" (1989; povestire inclusă în The Dragonlover's Guide to Pern)
- The Renegades of Pern, de Anne McCaffrey (1989)
- All the Weyrs of Pern, de Anne McCaffrey (1991)
- The Chronicles of Pern: First Fall, de Anne McCaffrey și Keith Parkinson (1993, acțiunea antologiei stabilită în general după cea din Dragonsdawn)
  - "The Survey: P.E.R.N." (publicată inițial în 1993 ca "The P.E.R.N. Survey")
  - "The Dolphins' Bell", de Anne McCaffrey, Pat Morrissey și John Betancourt (publicată inițial în 1993)
  - "The Ford of Red Hanrahan"
  - "The Second Weyr"
  - "Rescue Run" (publicată inițial în 1992)
- The Dolphins of Pern, de Anne McCaffrey (1994)
- Red Star Rising, de Anne McCaffrey (1997) (numită Dragonseye în SUA; acțiunea stabilită la începutul Pasului Doi)
- The Masterharper of Pern, de Anne McCaffrey (1998; prequel pentru Dragonflight și al altor lucrări din timpul Pasului Nouă)
- The Skies of Pern, de Anne McCaffrey (2001)
- A Gift of Dragons, de Anne McCaffrey (2002 antologie din povestiri publicate anterior și o poveste nouă)
  - "The Smallest Dragonboy", de Anne McCaffrey (1973; povestire scurtă colectată anterior în Get Off the Unicorn)
  - "The Girl Who Heard Dragons", de Anne McCaffrey (1986; povestire scurtă)
  - "Runner of Pern", de Anne McCaffrey (1998)
  - "Ever the Twain" (povestire din 2002; perioada de timp nucleară)
- "Beyond Between" (povestire din 2003 în Legends II: Short Novels By the Masters of Modern Fantasy, Robert Silverberg, ed.; acțiunea stabilită după Moreta)

### Cărți de Todd McCaffrey sau de Anne și Todd
Din 2003, Anne McCaffrey și fiul ei Todd McCaffrey au dezvoltat istoria imediat înaintea și în timpul Pasului Trei, aproape 500 de ani de la aterizare (AL).  
- Dragon's Kin (2003, cu Todd McCaffrey; acțiunea stabilită înainte de Pasul Trei)
- Dragon's Fire (2006, cu Todd McCaffrey; acțiunea stabilită înainte și după Dragon's Kin)
- Dragon Harper (decembrie 2007, with Todd McCaffrey; acțiunea stabilită după Dragon's Fire )
- Dragonsblood (2005, scrisă de Todd McCaffrey; acțiunea stabilită după Dragon's Harper și, de asemenea, 2000 ani mai devreme, la câteva decenii după Dragonsdawn)
- Dragonheart (noiembrie 2008, scrisă de Todd McCaffrey; acțiunea stabilită în timpul Dragonsblood)
- Dragongirl (iulie 2010, scrisă de Todd McCaffrey; continuare a Dragonheart și Dragonsblood)
- Dragon's Time (iunie 2011, cu Todd McCaffrey; continuare a Dragongirl)[3][4]

### Cărți viitoare
- Dragonrider (programată pentru 2012, scrisă împreună cu Todd McCaffrey; continuare a Dragon's Time)[3][4]
- After the Fall is Over (titlu provizoriu)[5] sau New Era Pern[necesită citare]

### Jocuri și cărți însoțitoare
- Dragonharper (1987, carte scrisă Jody Lynn Nye)
- Dragonfire (1988, carte scrisă Jody Lynn Nye)
- The Atlas of Pern (1984) de Karen Wynn Fonstad ISBN 0-34531-4328 0-34531-4344
- People of Pern (1988) de Robin Wood și Anne McCaffrey ISBN 0-89865-6354
- The Dragonlover's Guide to Pern (1989) de Jody Lynn Nye și Anne McCaffrey

### Premii
Weyr Search a câștigat Premiul Hugo și Dragonrider a câștigat Premiul Nebula. Dragonquest, The White Dragon, Moreta: Dragonlady of Pern și All the Weyrs of Pern au fost nominalizate la premii Hugo.

## Vezi și
- Michael Whelan - ilustrator al volumelor seriei